# Aschhausen (Bad Zwischenahn)
Aschhausen ist ein Ortsteil der Gemeinde Bad Zwischenahn im niedersächsischen Landkreis Ammerland und liegt am Ostufer des Zwischenahner Meeres. Die Bauerschaft besteht neben Aschhausen selbst noch aus den Dörfern Aschhauserfeld, Halfstede, Haarenstroth und Aue. Der heutige Kern der Ortschaft liegt in Aschhauserfeld, das im 19. Jahrhundert eine höhere Ansiedelung erfuhr als Aschhausen selbst.

## Geschichte

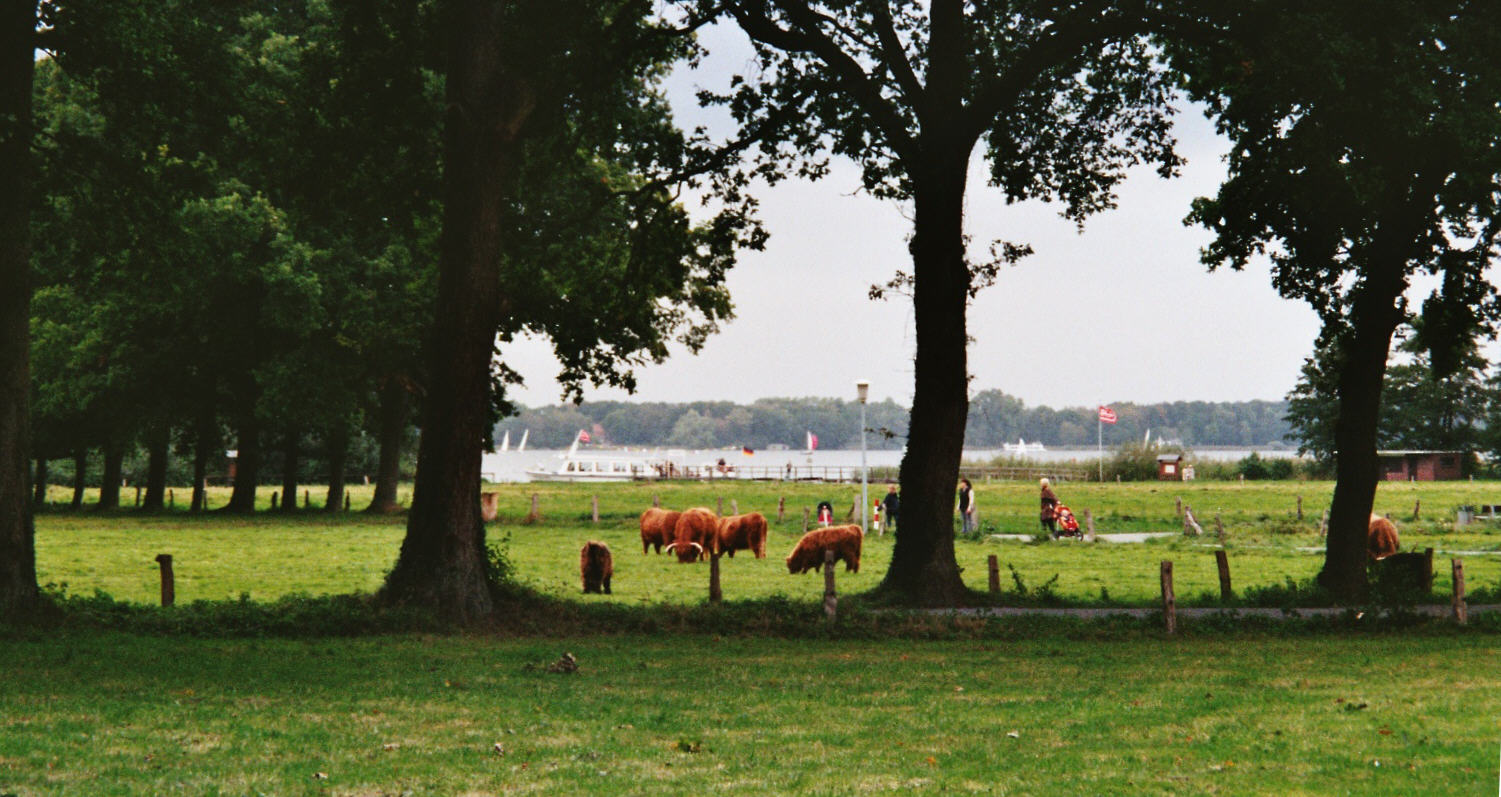
Blick aufs Zwischenahner Meer von Aschhausen aus

Aschhausen ist urkundlich seit 1249 unter dem Namen Aschehusen erwähnt (Erwähnung eines „Oteke to Aschehusen“, historisches Dokument im Besitz der Nachfahren-Familie Otteken in Aschhausen). Der Name leitet sich von dem Wort Esch ab. Urnenfunde belegen, dass die erste Besiedlung dieses Gebiets bereits im 7. Jahrhundert vor Christus stattfand. Diese frühen Siedlungen wurden aber im 5.–6. Jahrhundert vermutlich wegen Klimaveränderungen wieder aufgegeben. Seit dem 8. Jahrhundert entstanden dann Eschsiedlungen, d. h., es wurden Höfe vor den Eschen angelegt, die zum Ackerbau verwendet wurden.
Im 15. Jahrhundert kaufte die Bauerschaft Aschhausen der Bauerschaft Borbeck in der heutigen Gemeinde Wiefelstede die Flur Haarenstroth ab. Zu Beginn des 19. Jahrhunderts wurde diese Gegend besiedelt. An der heutigen Kreisstraße nach Oldenburg liegen in Haarenstroth zwei historische Gaststätten: der Bremer Schlüssel, die sich heute im Besitz der Aalräucherei Bruns befindet, wurde etwa 1800 errichtet, die Gaststätte Ton Scharpen Eck (plattdeutsch: „zur scharfen Ecke“) wurde 1860 erbaut.
Durch die Halfsteder Bäke ist Halfstede von Aschhausen abgegrenzt. Dass die Gegend um Halfstede (früher: Hallenstede, Hallesen) bereits frühzeitig eine zentrale Bedeutung für die Besiedelung hatte, belegt ein hier entdecktes Urnengräberfeld.
Aue hat seinen Namen aufgrund seiner Nähe zum Auebach, der einen Zufluss am Ostufer des Zwischenahner Meeres bildet. Es liegt zwischen Halfstede und Meyerhausen. Entstanden ist die Ortschaft etwa 1305, als der Hof Tiden als Eigentum des Klosters Rastede im Klostergüterverzeichnis erwähnt wurde. Die zu Aue gehörenden großen Ödlandflächen wurden 1895 durch Dampftiefpflüge kultiviert.

## Verkehr
Aschhausen wird nördlich von der Autobahn 28 begrenzt. Die Anbindung erfolgt über die Anschlussstellen Zwischenahner Meer, die sich im an Aue angrenzenden Gristede befindet, und Neuenkruge an der Grenze zu Haarenstroth.
Mit einer Buslinie (Oldenburg–Bad Zwischenahn–Westerstede) des Verkehrsverbundes Bremen/Niedersachsen ist Aschhausen an den ÖPNV angebunden.

## Bildung
Erwin Roeske – Grundschule Elmendorf/Aschhausen
Die Geschichte der Schule Aschhausen lässt sich bis in das frühe 18. Jahrhundert zurückverfolgen. Zum Beginn des Schuljahres 1971/72 wurde sie mit der Schule Elmendorf organisatorisch zur Grundschule Elmendorf/Aschhausen zusammengefasst, die inzwischen den Namen Erwin Roeske – Grundschule Elmendorf/Aschhausen trägt. Unterricht findet aber nach wie vor an beiden Schulstandorten statt.
Der Einzugsbereich der Schule umfasst heute zusätzlich zu den namensgebenden Bauerschaften Aschhausen und Elmendorf noch die Bauerschaften Helle, Kayhausen und Teile von Kayhauserfeld.